# Грб Руског царства
Грб Руског царства је био један од главник званичних државних симбола некадашњег Руског царства. Грб се први пут појављује око 1492. године, али се као грб Руског царства користи у времену његовог постојања од 1547. до 1721. године.

## Историја
Двоглави орао са круном код Руса се први пут појавио у XV вијеку, а добијен је од Византије када се руски цар Иван III оженио са византијском царицом Софијом Палеолог.

## Опис грба
У званичном опису грба датог 14.децембра 1667. године се каже:
Двоглави орао је државни грб великог суверена, цара и великог кнеза Алексеја I Михајловича све Велике и Мале и Бијеле Русије самодржца, Његовог царског величанства Руског царствовања, гдје три круне приказује три значајна велика славна царства: Казањско, Астраханско и Сибирско. На грудима је приказана слика баштиника; у канџама држи скиптар и јабуку, који представљају господство, Његовог царског величанства, самодршца и побједника

## Галерија историјских грбова Руског царства
- грб Московља 
 (из 1497)
- грб Московља 
 (из 1539)
- грб Руског царства 
 (из 1577)
- грб Руског царства 
 (из 1582)
- грб Руског царства 
 (из 1589)
- грб Руског царства 
 (из 1599)
- грб Руског царства 
 (из 1604)
- грб Руског царства 
 (из 1645)
- грб Руског царства 
 (из 1667)
- грб Руског царства 
 (XVII вијек)